# ロシア帽

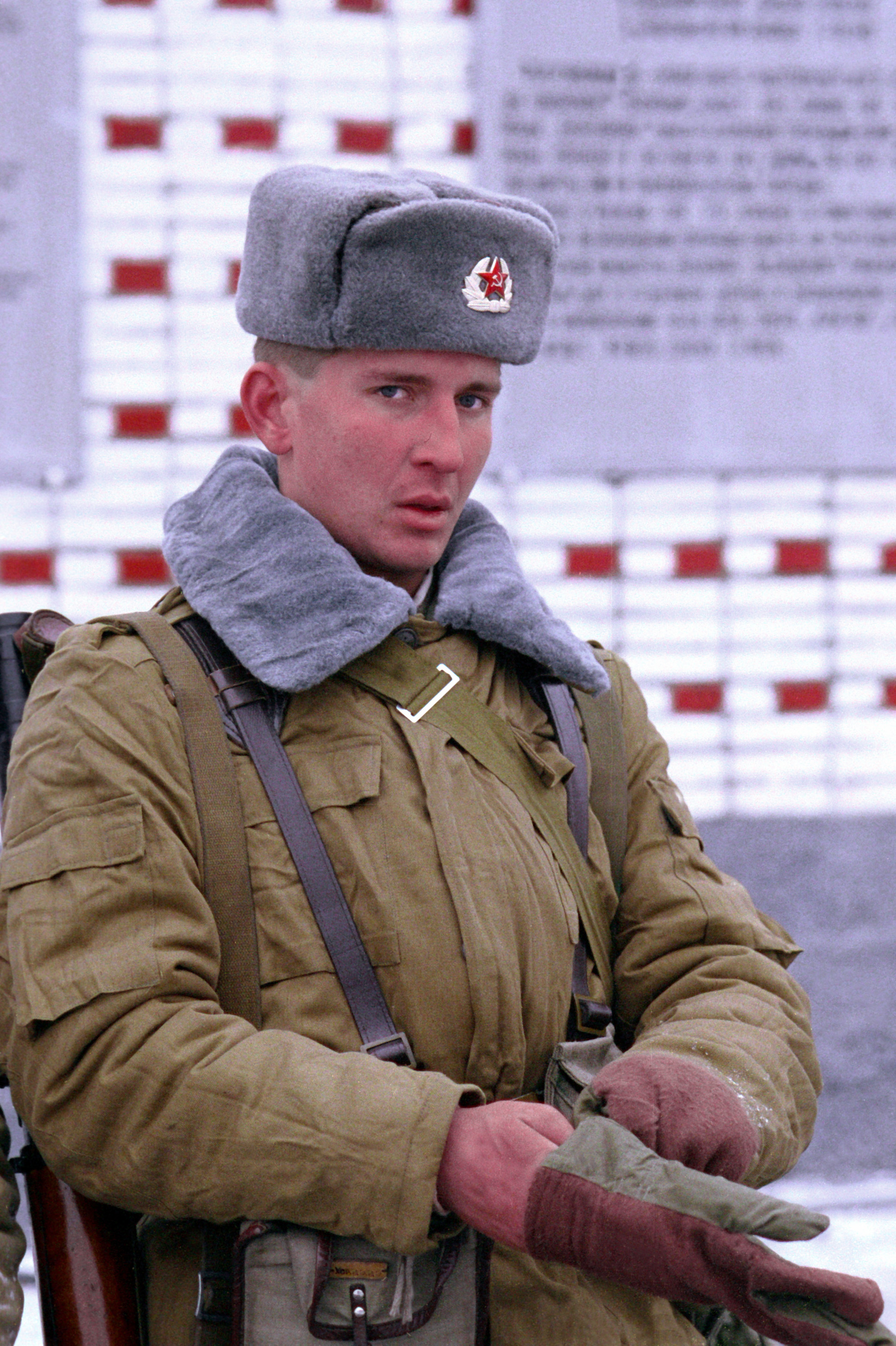
アフガンカの冬服と本式のウシャンカを着用したソ連地上軍兵士。アフガンカの襟およびウシャンカは人工毛皮 fish fur 製

ロシア帽（ロシアぼう、ロシア語: ушанка:ウシャーンカ、ウシャンカ、шапка-ушанка:シャープカ＝ウシャーンカ）は、ロシアをはじめとする、零下数十度にもなる寒冷地で頭部の防寒のため着用される毛皮（ファー）の帽子。その独特のスタイルから、ウォッカ、バラライカ、ルバシカ、ドゥブリョンカなどと共にロシアを象徴するものとして知られている。
ウシャンカの"уш"とは"уши"、即ち"ухо(耳)"の複数形を示しており、名前はこの帽子の特徴である耳当てに由来する。従って、コサック帽やアストラカン帽などの耳当ての無い帽子は基本的に「ウシャンカ」とは呼ばない。耳当ては通常上方へ折畳んだ状態で、付属の紐を頭頂部で結び固定されている。耳当てを使用した場合、耳や顎、後頭部が完全に隠れる。耳当てが顎に干渉すると首の動きが若干制限されるが、この場合は耳当ての紐を後頭部で結び合わせる。
ロシア連邦軍の正式装備では、基本的に陸上部隊が灰色、海兵が黒色。将校用のウシャンカはウサギ等の天然素材だが、兵卒に支給されるウシャンカの素材はアクリル製人工毛で"рыбий мех（魚の毛：保温性がない、低品質の意）"と揶揄されているが、安価で水や汗に強く、汚れても丸洗い可能など利点も多い。

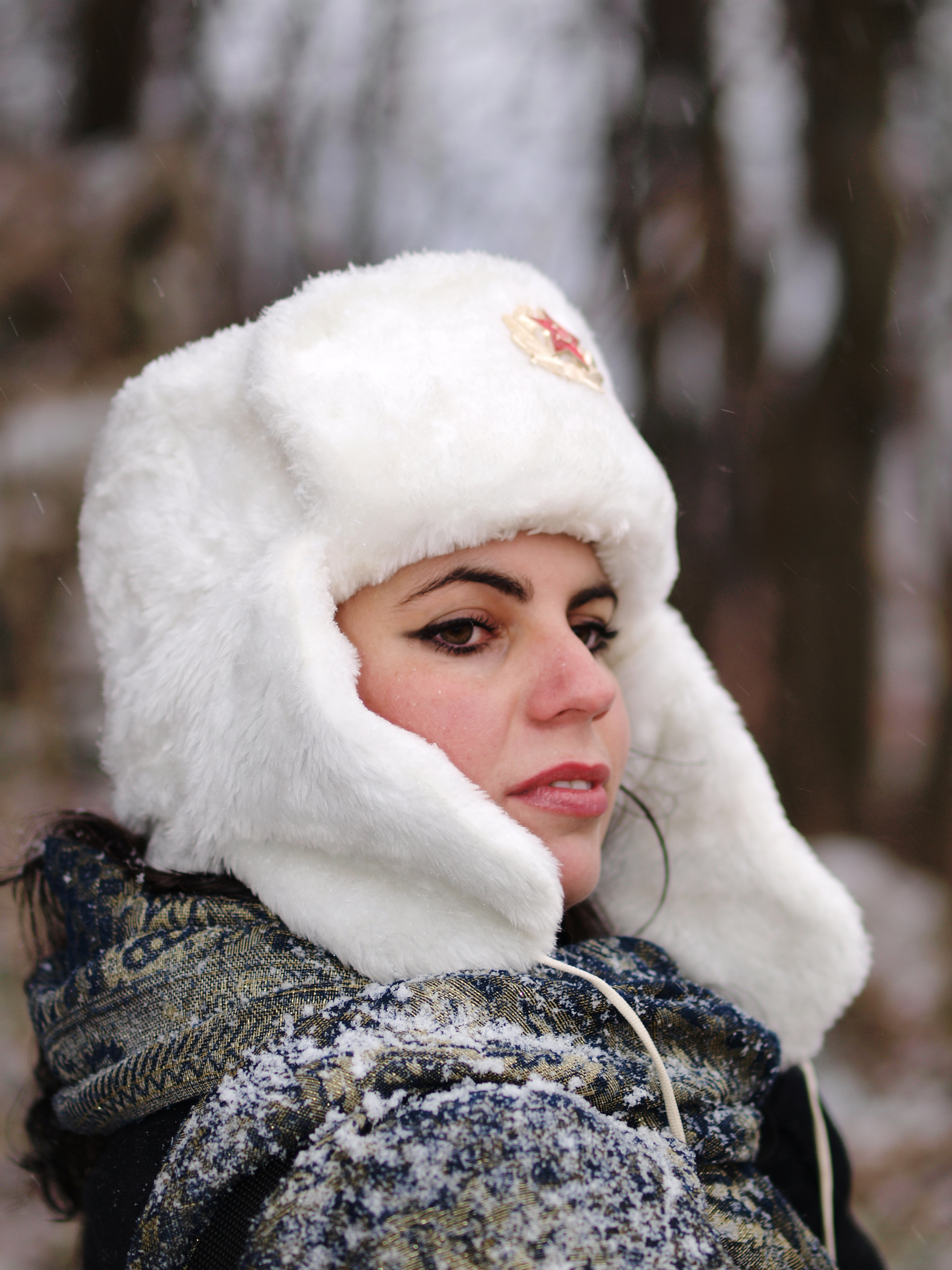
カジュアルな白のウシャンカを
身に着ける女性

## 素材
ウシャンカによく使われる素材は、高価でない羊皮 (tsigeyka, ロシア語: Цигейкаツィギェイカ(ロシア語版)) 、ウサギおよびマスクラットの毛皮、また前述のようにフェイクファーである。最もシンプルな"魚の毛"製のものはウールパイル (コットンの台地にウールが打ち込まれた布) 製で、パイルが露出した耳当て部分を除いた上部には布地を使用する。ロシア北方の地域では−70 - −40 °C (−94 - −40 °F)の極低温から着用者を守るミンクファー製のものが広く使用される。

## 歴史
毛皮の耳当て付きの帽子は、ロシア、ウクライナ、セルビア、スロベニア、クロアチア、ボスニア、マケドニア、ブルガリア、ドイツなどの国々で数世紀に渡って用いられており、現在一般的に使用されている正円形のクラウンをもったウシャンカは20世紀に入ってから開発された。ロシア内戦（1917年–1922年）の間、シベリアの支配者アレクサンドル・コルチャークが冬服の軍帽として"コルチャコフカ"（kolchakovka, ロシア語: шапка-колчаковкаシャプカ・コルチャコフカ）を採用したのが1918年のことであり、これがウシャンカのプロトタイプとなった。しかしながらコルチャークと白軍はのちに内戦に敗北、ソビエト連邦でコルチャコフカが採用されることはなかった。
赤軍の兵士たちは代わりにフェルト製の帽子ブヂョノフカ（budyonovka(英語版), ロシア語: будёновка; ブヂョーンヌィ帽とも）を着用した。これは歴史のあるボガトィーリというヘルメットに似せた意匠になっており、充分な耐寒性能を備えた作りではなかった。そのためソビエト連邦がフィンランドに侵攻した冬戦争（1939年–1940年）において、戦略的失敗や設備の不十分さからソビエト兵たちは寒さに曝され、多くが凍死する結果となった。フィンランド陸軍はウシャンカ式の毛皮帽である"turkislakki M36"トゥルキスラッキ（1936年–）をはじめ、より万全の耐寒装備を有していた。"turkislakki M36"の改良版がデザインされたのは冬戦争の少し前の1939年のことであり、今日まで現役で使用されている。
冬戦争後、ソビエト赤軍の冬季軍服が一新されブヂョノフカはフィンランド軍の"turkislakki M36"をベースとしたウシャンカに取って代わられた。士官には毛皮製のウシャンカが、その他の階級の者にはプラシ天製または"魚の毛"製のものが支給された。モスクワの戦いなどにおいてロシアの厳しい冬を経験したことから、軍服の耐寒性能が充分でなかったドイツ軍兵士たちもまたウシャンカやソビエトタイプの冬季装備を用いはじめた。ロシアの軍事博物館やフランス・ソミュール戦車博物館には第2次世界大戦期のウシャンカが展示されている。
時を経てウシャンカはソビエト連邦およびロシア連邦の象徴となった。アメリカ合衆国元大統領ジェラルド・R・フォードは、1974年のソビエト連邦訪問の際にウシャンカを身に着けることによりデタントの可能性を示唆した。

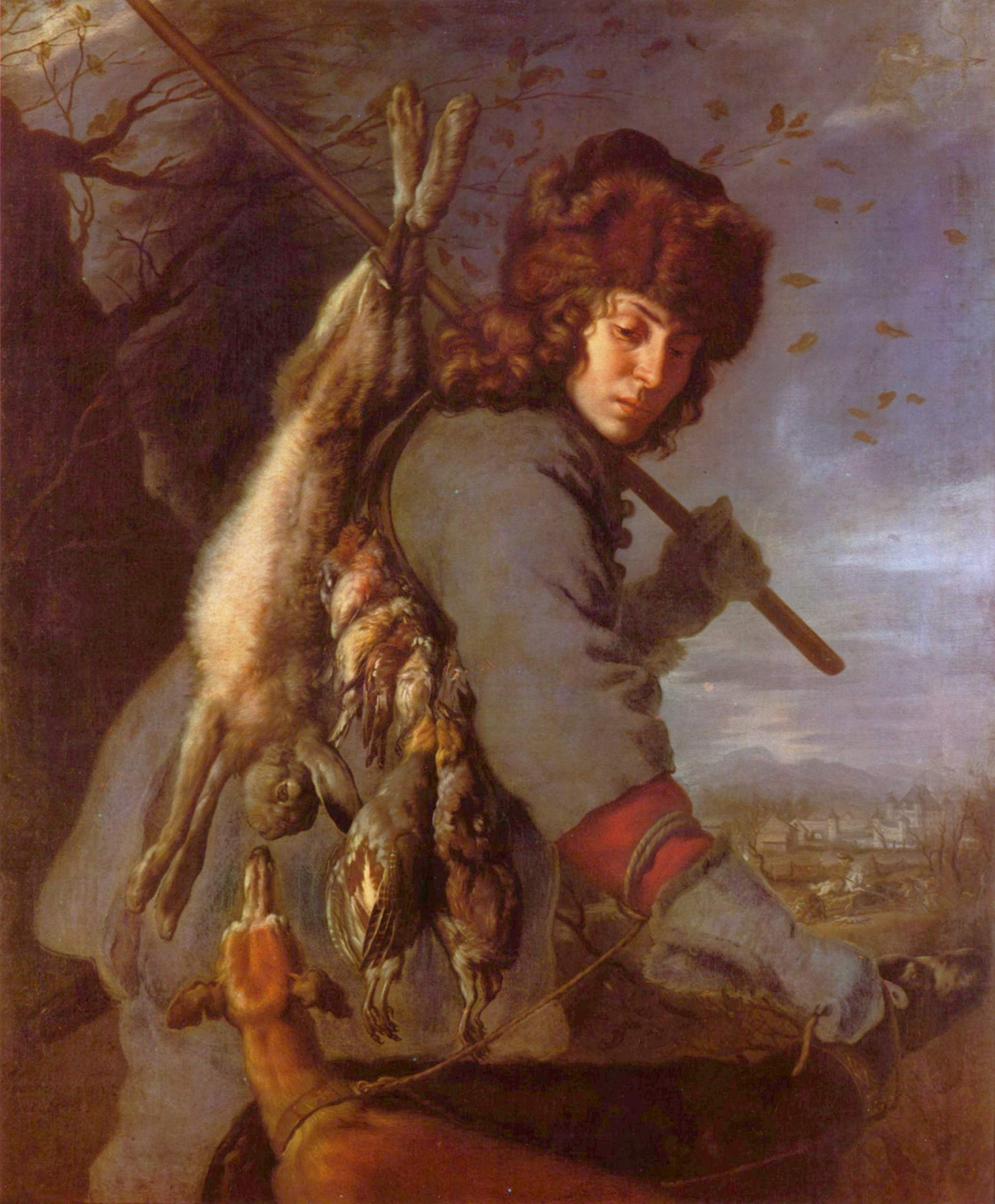
初期のウシャンカを身に着けるドイツの狩人、ヨアヒム・フォン・ザンドラルト作、1643年
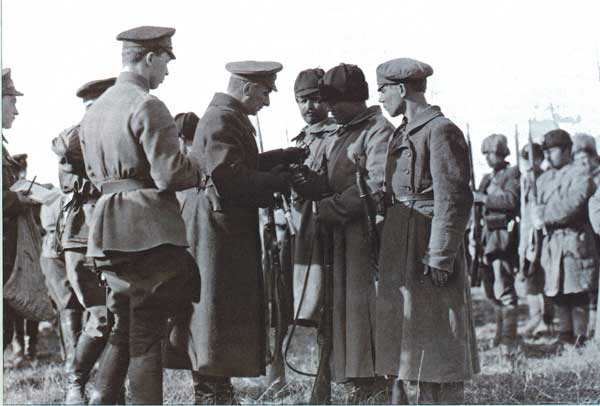
コルチャコフカを支給するアレクサンドル・コルチャーク
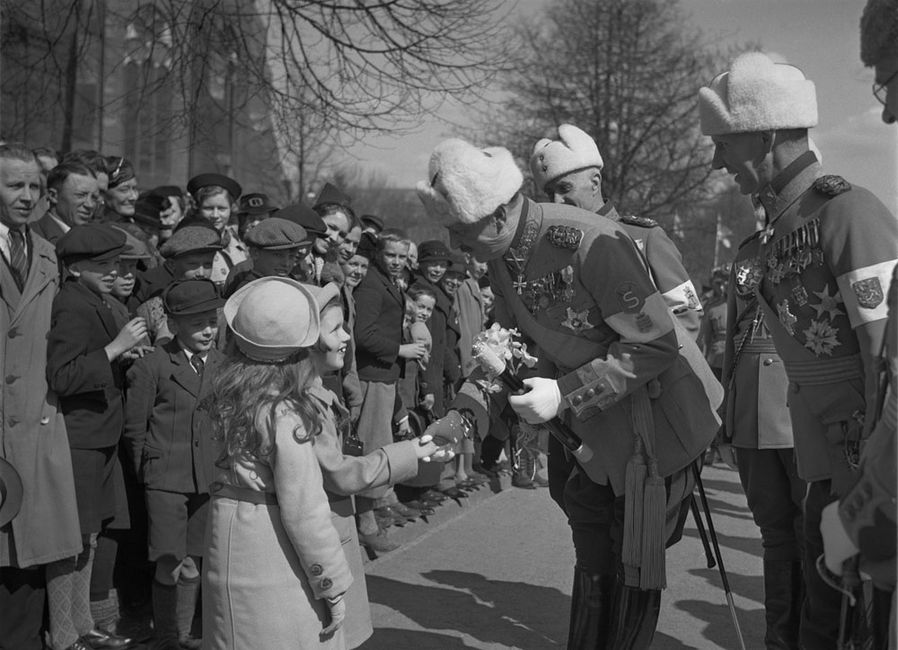
白い"turkislakki"を身に着けたフィンランド軍最高司令官カール・グスタフ・エミール・マンネルヘイム、1938年
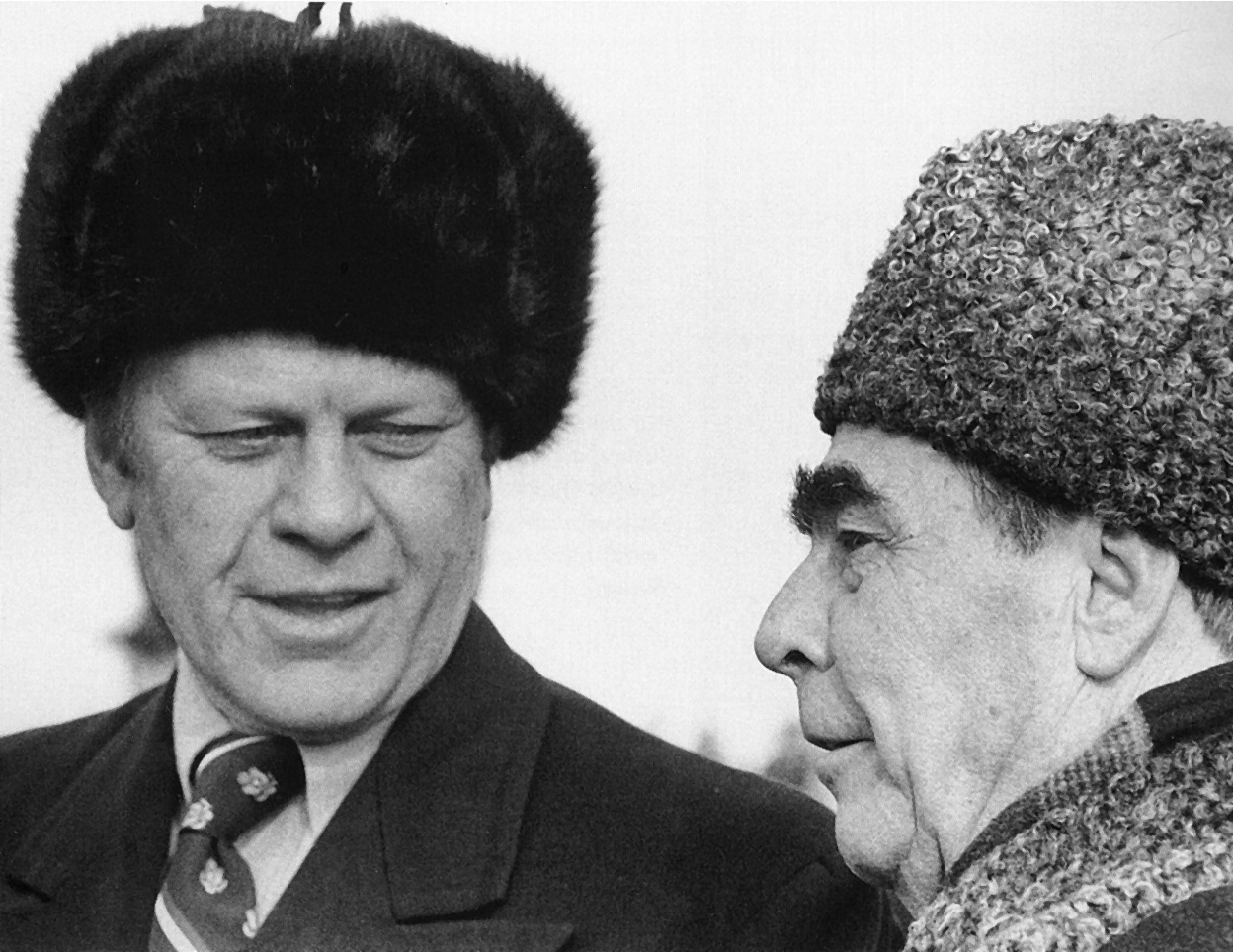
ウシャンカを着用した第38代米大統領フォード (左) とパパーハを着用したソ連第5代最高指導者ブレジネフ (右)。ウラジオストクのSALT I会談にて、1974年
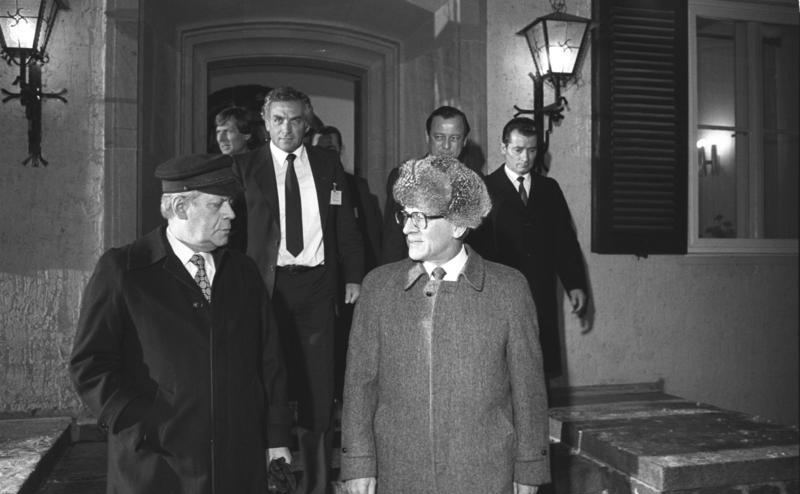
ウシャンカを身に着けたエーリッヒ・ホーネッカーとヘルムート・シュミット、1981年

## 現在

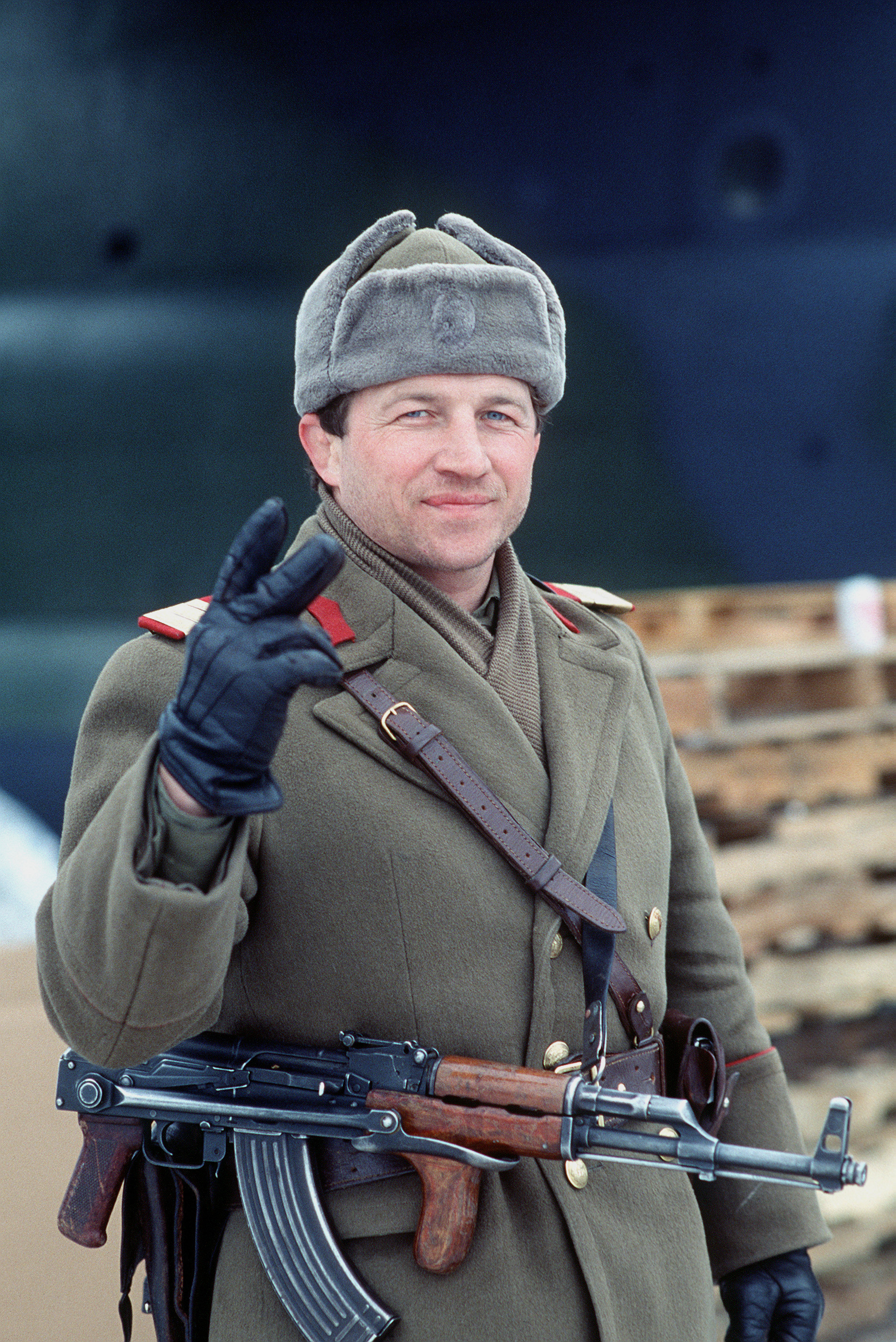
ルーマニア革命当時の同国兵士、防寒帽の前立から徽章を外している

ソビエト連邦国内での使用やワルシャワ条約全軍への配備をはじめとして、ウシャンカはカナダなど厳冬地域を有する西側諸国の軍および警察機構の冬季装備の一部となった。現在ではグレー（米民間警察）、グリーン（カモフラージュ用途）、ブルー（警察および米国郵便局）、ブラックが採用されている。2013年にロシア連邦軍は装備の変更を発表。基本的には従来のウシャンカと同じ形状だが、タクティカルヘッドセットの装着のために収納可能な小型の耳当てを採用した。
1990年のドイツ再統一まで、ウシャンカはドイツ民主共和国（東ドイツ）の将兵や官憲、鉄道員などが着用しており、Bärenfotze（ベーレンフォッツェ、下記ノルウェーの事例と同じく熊のヴァギナを意味する）と俗称された。のちにドイツ警察の冬服としても採用された。
フィンランド国防軍ではM62ユニフォームとともにグレーのウシャンカを使用、緑色の別デザインのものをM91およびM05冬服として採用している。重装歩兵はブラック (M92)、司令官は白のM39型を着用する。
王立カナダ騎馬警察はウシャンカと飛行帽の中間のようなマスクラット毛皮製の制帽を使用。それ以前はアストラカン帽を用いていた。トロント交通局においても冬季に同様の毛皮帽を着用する。
中国人民解放軍の冬服にも同タイプの帽子が用いられる。軍の模範的兵士とされた雷鋒を象徴するこの毛皮帽は中国人の間で"雷锋帽"（Lei Feng mao, 英: Lei Feng hat）と呼ばれる。
第二次世界大戦中の北極海における輸送船団（1941年–1945年）において、連合国の輸送船団の護衛のためイギリス軍の航空兵がコラ湾を訪れた際、その軍服は寒さをしのげる作りでなかったためすぐさまウシャンカを身に着けた。しかし、「耳当てを下ろしているのは"男らしくない"とされ、ロシア人たちがするように頭上に留めたままだった」。一方そのロシア軍兵士のウシャンカの被り方（耳当てを留める／下ろす／スキースタイル）は、毎朝の起床ラッパの際に部隊長により通達される着用法 ("uniform of the day") に準じるため、兵士各々がその被り方を自由にアレンジできたわけではない。
ノルウェーの北部ではウシャンカの派生型の帽子が普及している。しかしその名"bjørnefitteビョルネフィッテ"（熊のヴァギナ）については恥ずべきとされ、国内の多くの地域で好ましく取られていない。
また「飛行帽のスタイルとウシャンカのファーのハイブリッド」のようなトラッパーハットは、軍服由来のウシャンカよりも日常着向きである。

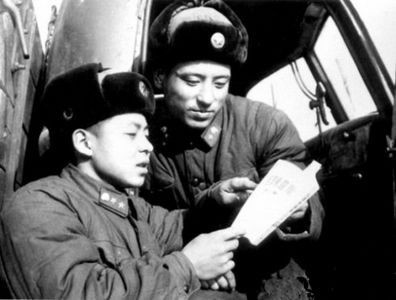
毛皮帽を着用した雷鋒 (左)
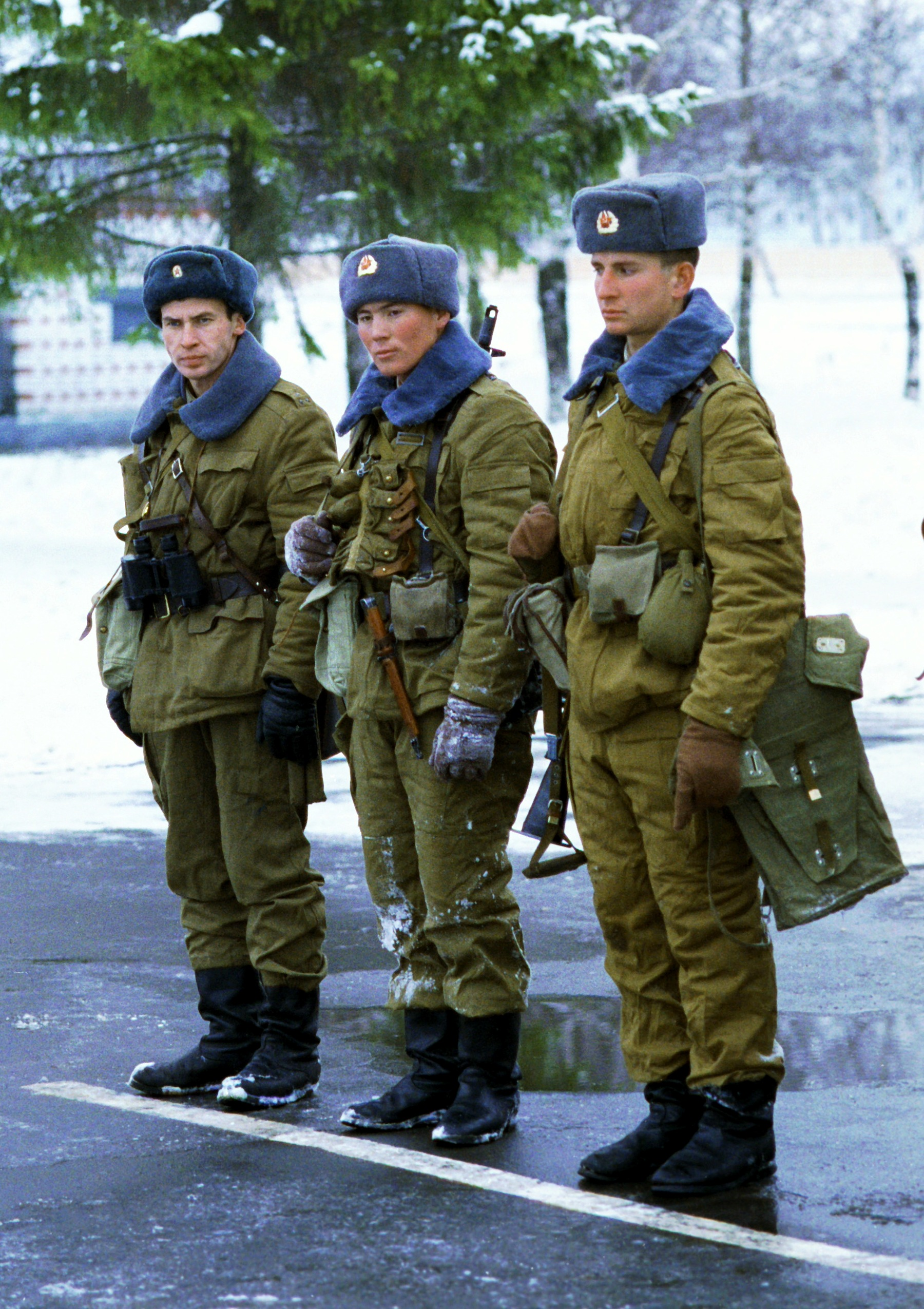
ロシア連邦軍タマンスカヤ師団、1992年
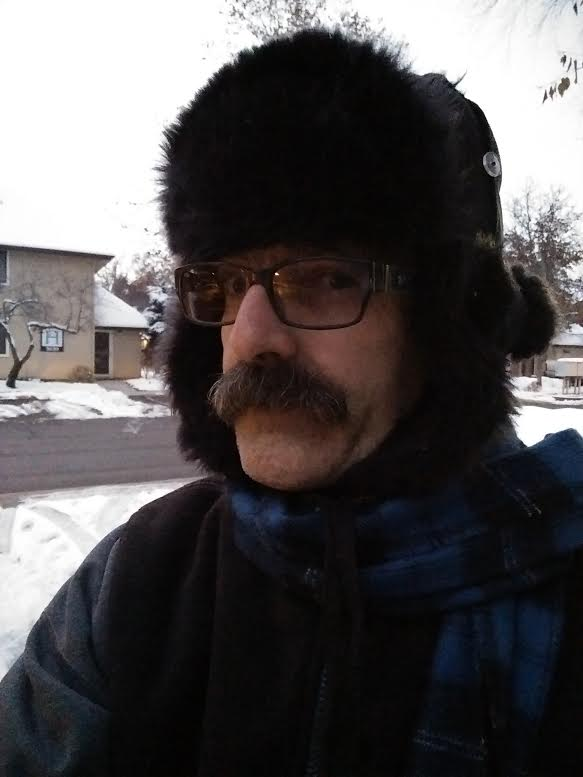
人工毛皮 (fish fur) 製の「雷鋒帽」を着用する男性、アメリカ

## 文化への影響

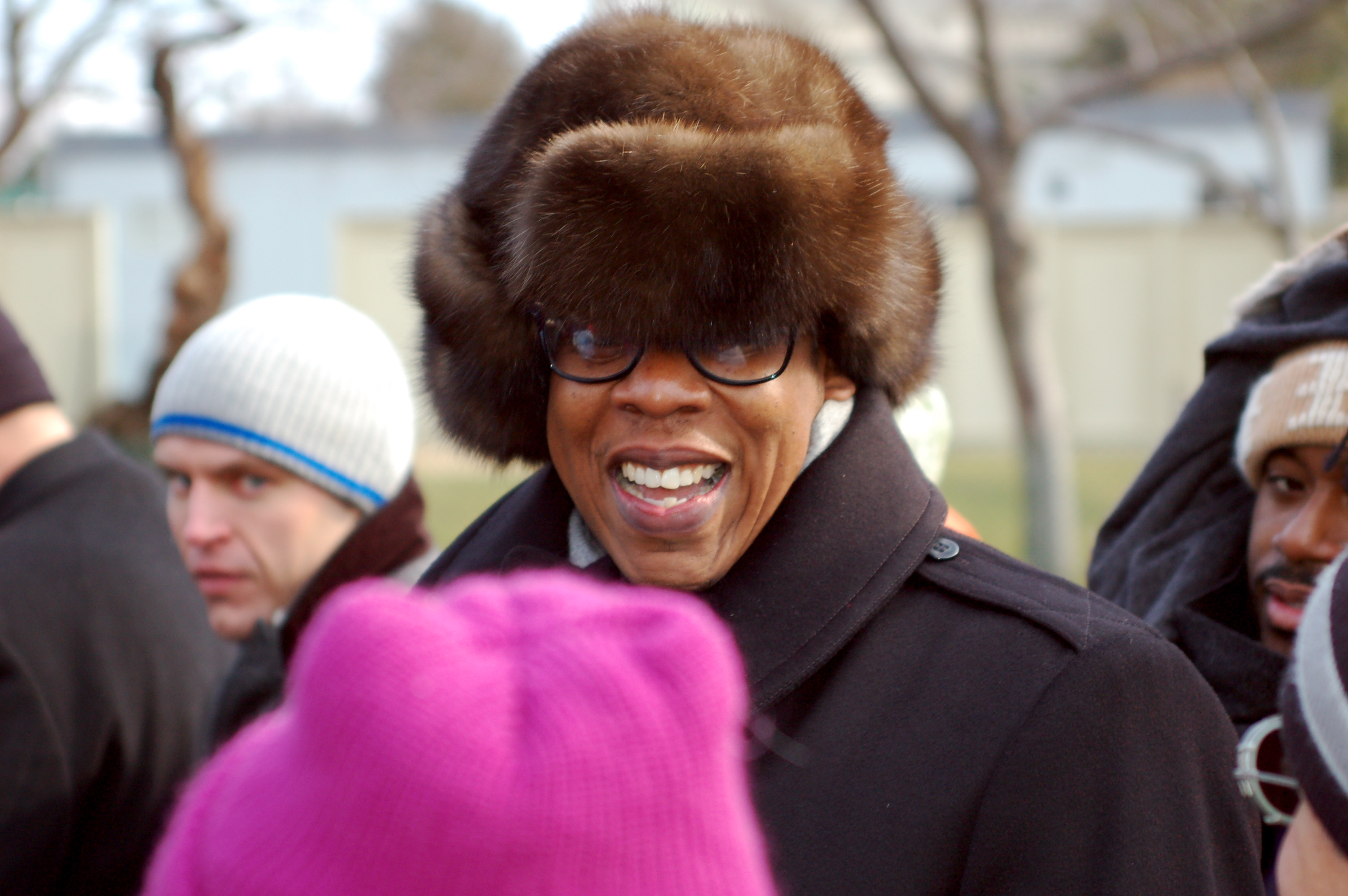
セーブル製のウシャンカを身に着けたアメリカのラッパー、ジェイ・Z

- 『ザ・フェイタル・グラス・オブ・ビール（英語版）』（1933年のショートフィルム） 
アメリカの俳優W・C・フィールズ（英語版）が劇中でコルチャコフカを着用。
- 『サウスパーク』（アメリカの大人向けコメディアニメ）
カイル・ブロフロスキー (Kyle Broflovski) は緑のウシャンカを身に着けたキャラクター。
- 『となりのサインフェルド』（コメディドラマ）
エピソード『ザ・チキン・ロースター（英語版）』(1996年) は8,000USドルの高級ウシャンカを巡る脚本。
- 『Team Fortress 2』（ビデオゲーム）
ロシア人キャラクター、ザ・ヘヴィ (the Heavy) 用の頭装備"オフィサーズ・ウシャンカ" (Officer's Ushanka) を入手可能。
- 『コール オブ デューティ ワールド・アット・ウォー』（ビデオゲーム）
メインキャラクターのヴィクトル・レズノフ (Viktor Reznov) がウシャンカを着用。
- ライフ・オブ・ボリス（英語版） （エストニア系スラヴ人ユーチューバー）
ウシャンカの着用が定番化、オリジナルウシャンカの販売を開始。
- タイラー・ザ・クリエイター （アメリカ人ラッパー）
第60回グラミー賞 (2018年) にて白のウシャンカを着用。

## ロシア帽の一覧

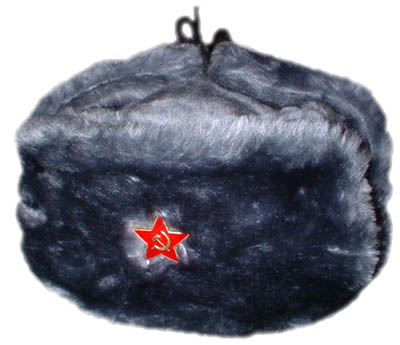
アクリル毛のロシア帽
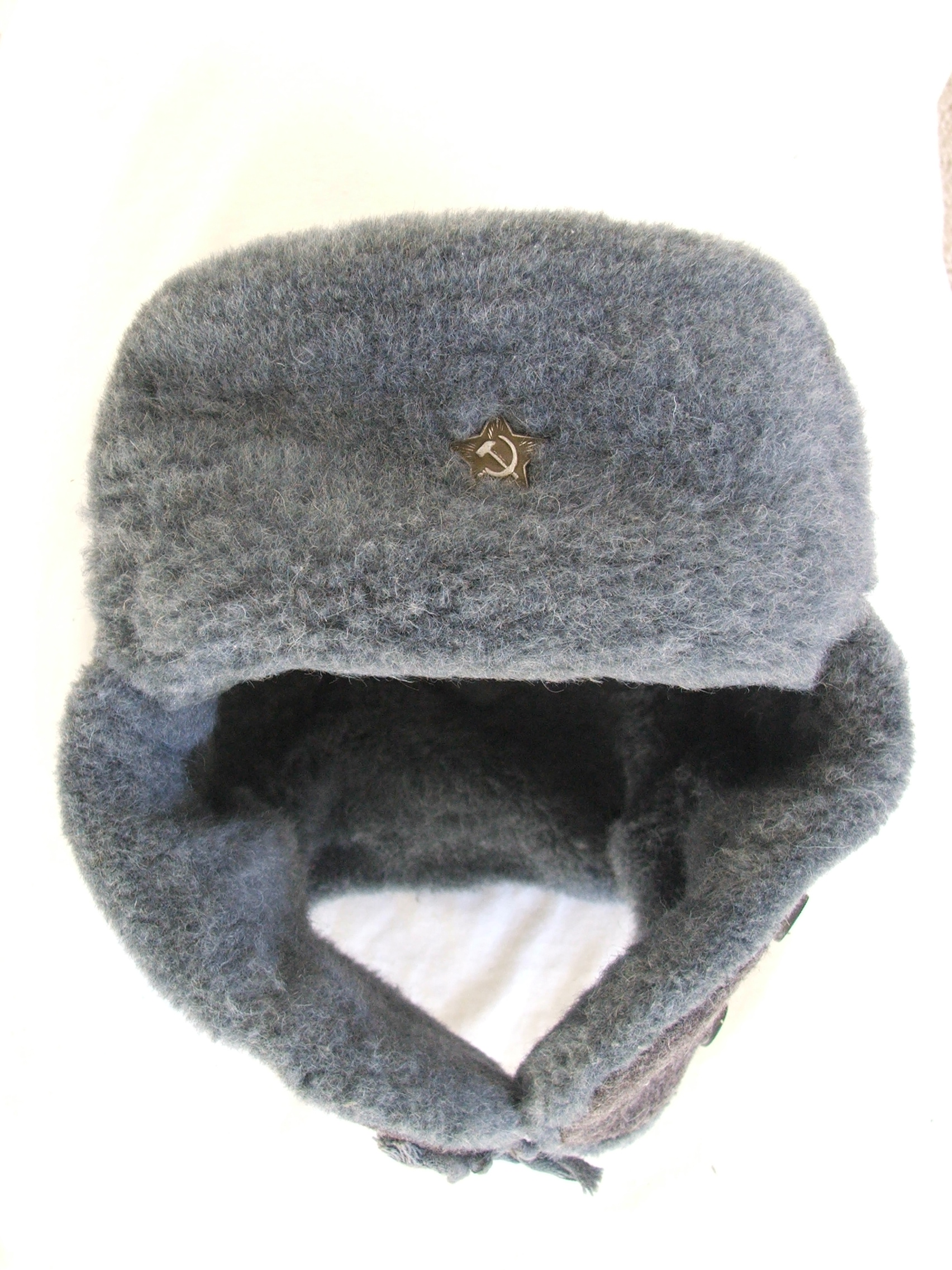
旧ソ連陸軍のウシャンカ
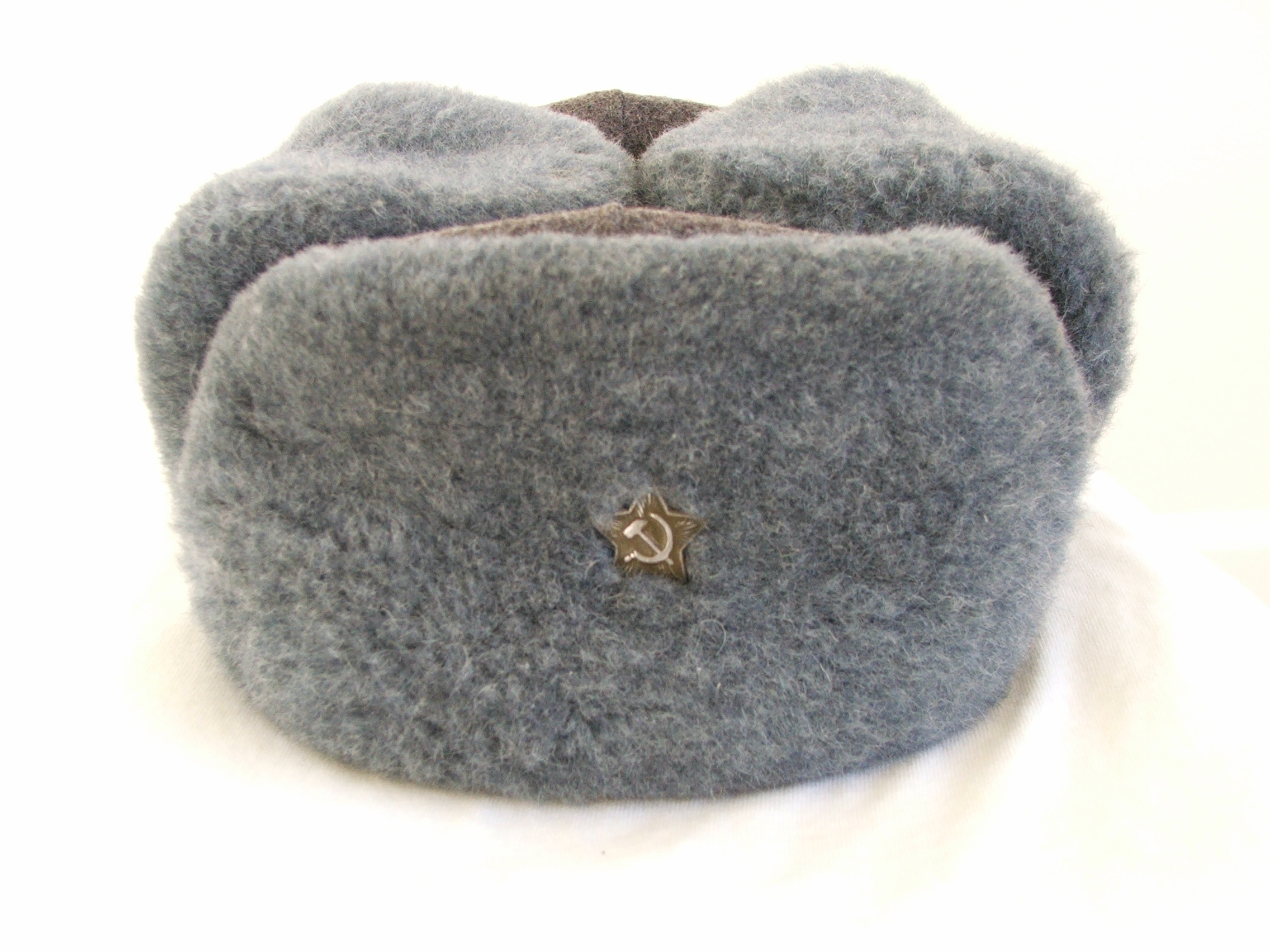
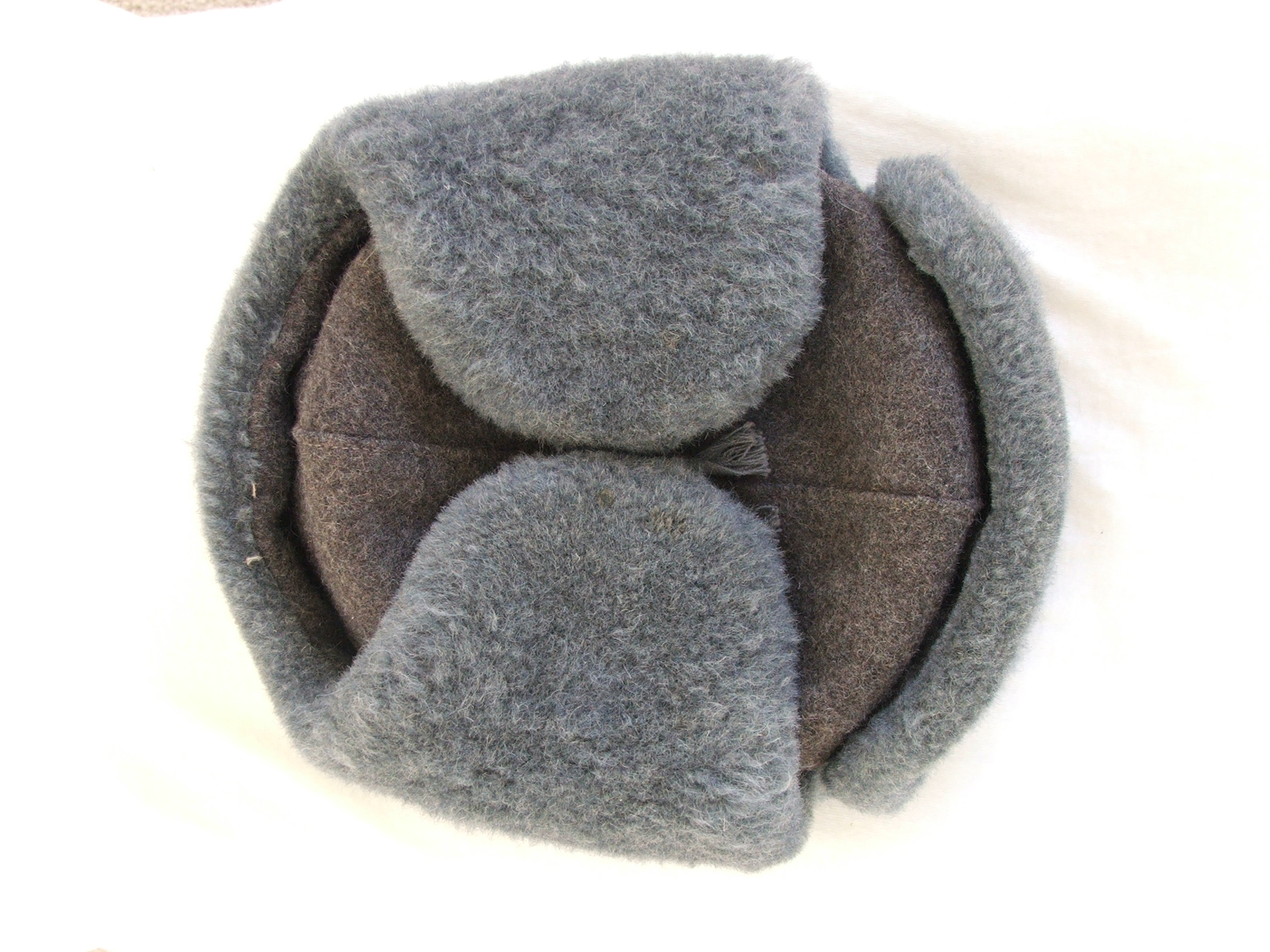
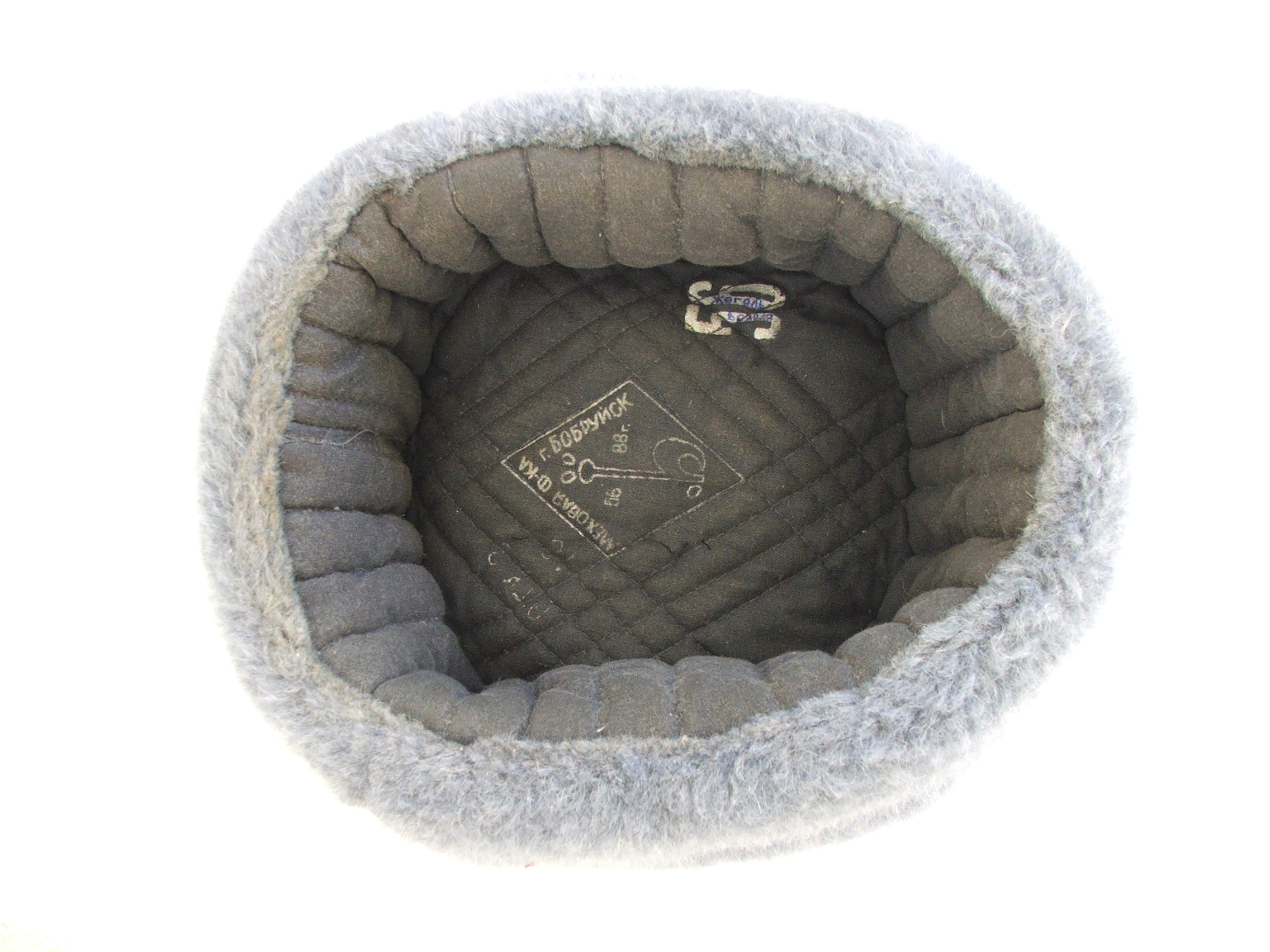
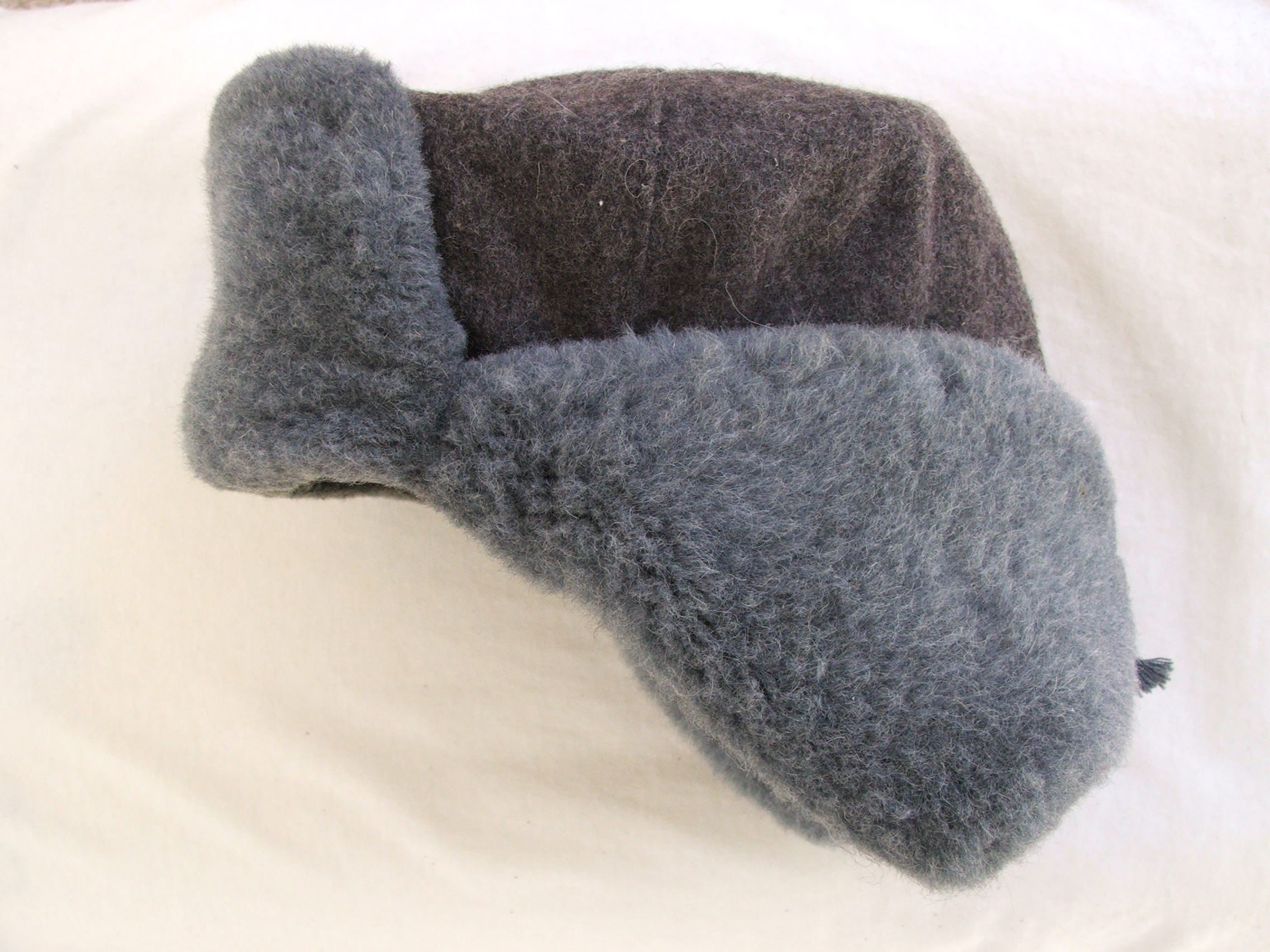
耳当ての紐を後頭部で結んだ状態
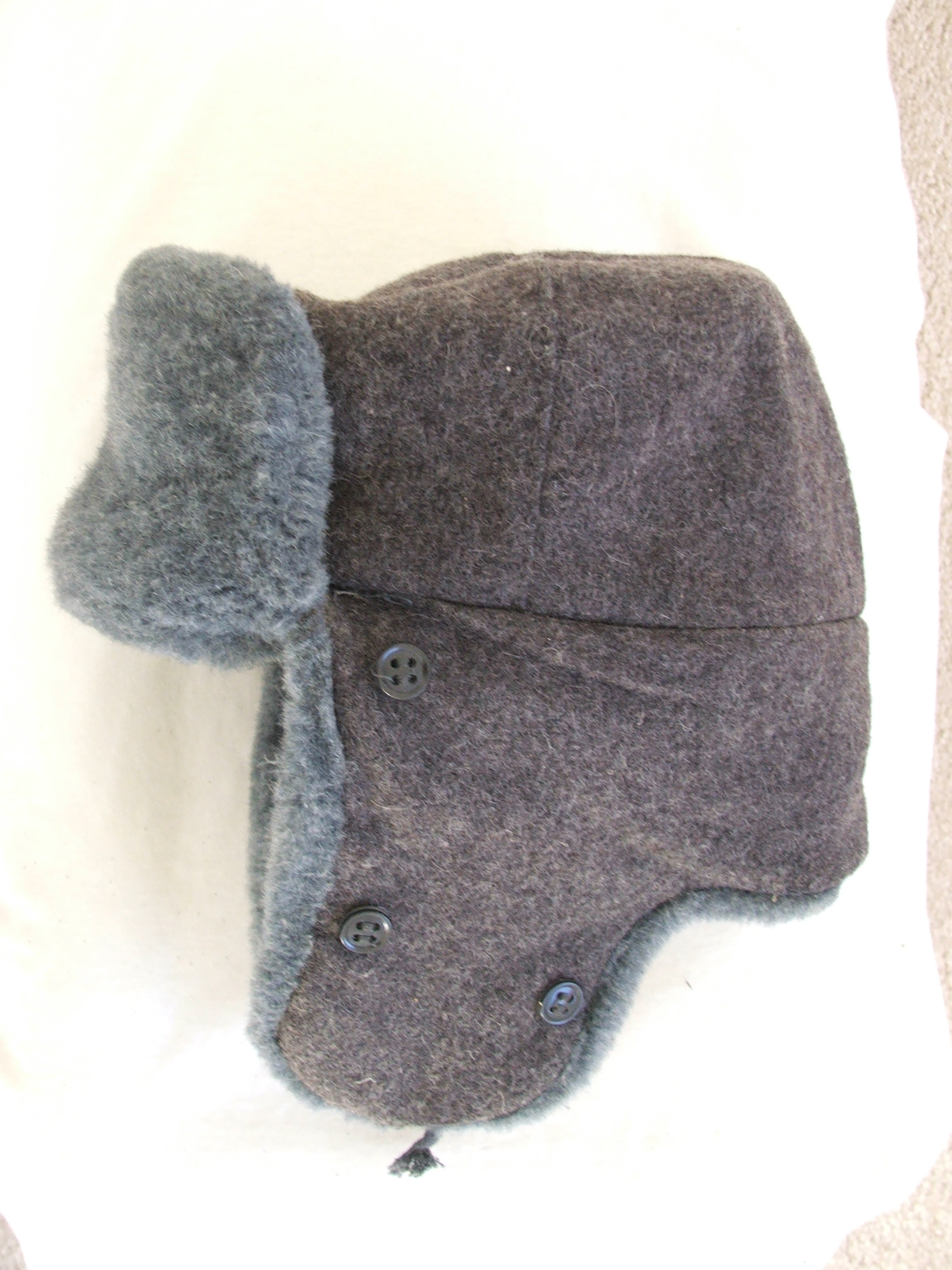
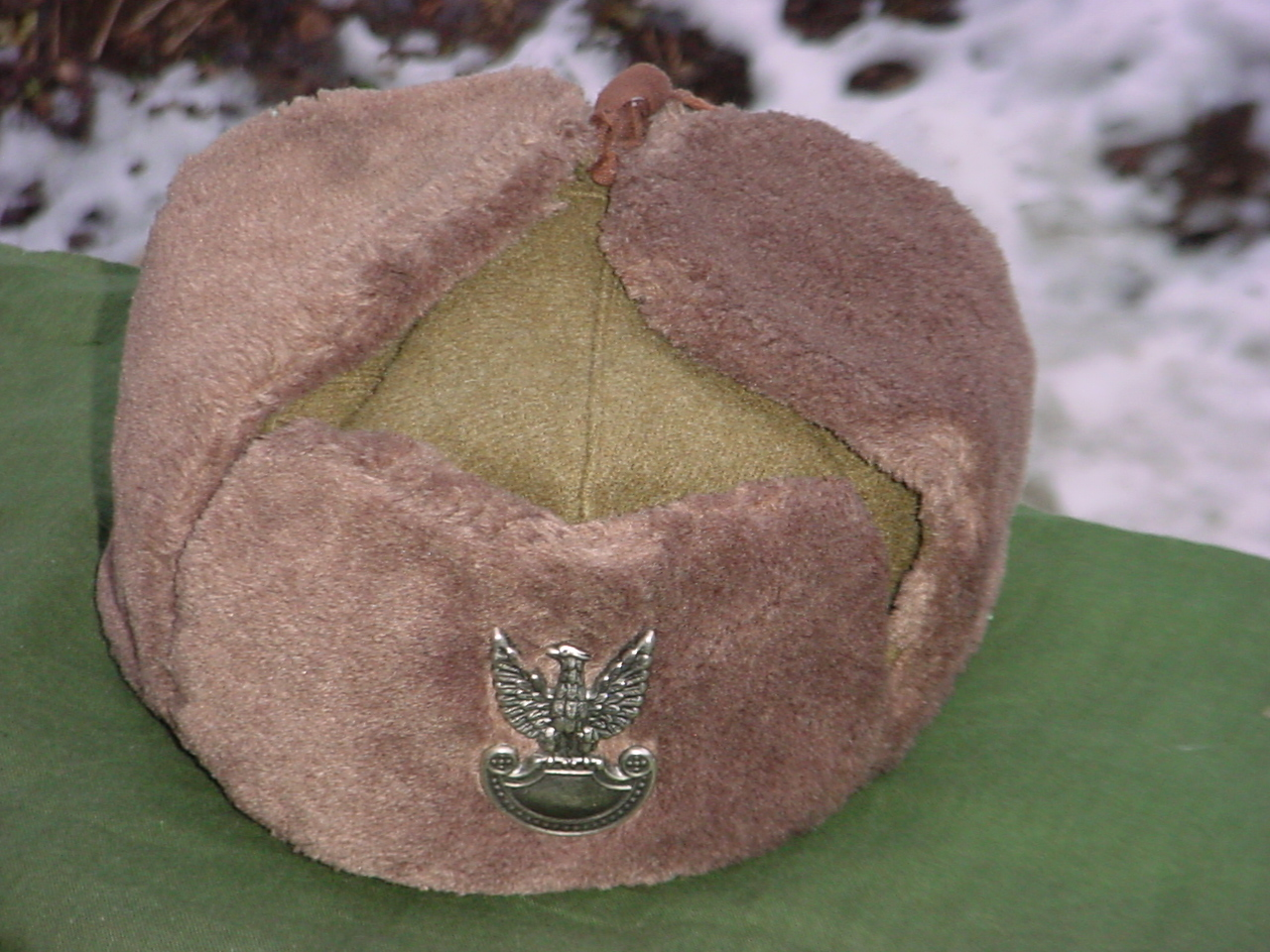
ポーランド軍のウシャンカ
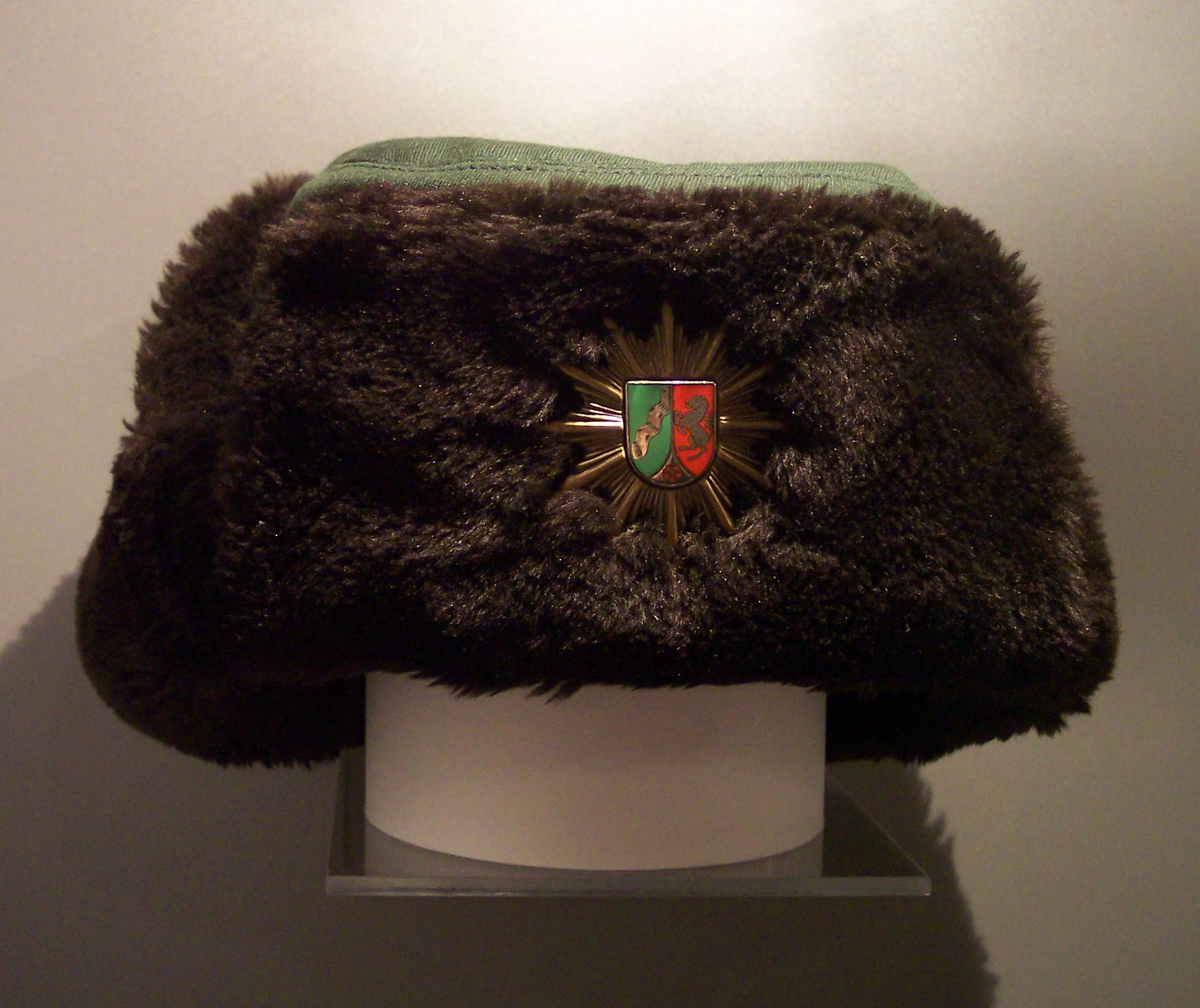
ドイツ・ノルトライン＝ヴェストファーレン州の州警察用防寒帽